# 1999년 북인도양 사이클론
다음은 1999년에 발생하는 열대저기압의 목록이다.

## 타임라인

#### SHSS
During the 1999 season, a total of ten tropical cyclones were observed. The India Meteorological Department, the official Regional Specialized Meteorological Center of the North Indian Ocean basin, identified eight of them. The Joint Typhoon Warning Center unofficially tracked two additional cyclones, 03B and 31W, during the course of the season.

## 설명
- 활동 기간은 미국 날짜로 표시한다.

## 활동한 사이클론

### 벵골 만 (BOB)

#### 제3호 발달한 저기압 BOB 02
베르함푸르 근처에 상륙하기 전에 6월 17일에 약한 저기압이 존재했다. 이 저기압은 JTWC가 아닌 IMD에서 모니터링 했다.

#### 제4호 발달한 저기압 BOB 03
7월 27일에 형성된 저기압는 7월 28일 내륙으로 오디샤주로 이동하기 전에 약간 발달되었다. 이 저기압은 JTWC가 아니라 IMD에서 모니터링했다.

#### 제5호 저기압 BOB 04
8월 6일 벵골 만 북부에서 저기압이 형성되어 다음 날 내륙으로 오디샤주로 이동했다. 8월 8일에 소멸되었다. 저기압은 JTWC가 아니라 IMD에서 모니터링했다.

## 같이 보기
- 1999년 태풍